# ضحية (محافظة شرورة)
ضحية هو مركزٌ سعوديٌ تابعٌ لمحافظة شرورة التابعة لمنطقة نجران، في المملكة العربية السعودية. المركز من الفئة (ب)، ورمزه 2430 حسب دليل الترميز الموحد للمناطق الإدارية بالمملكة العربية السعودية.